# Johann Gottfried Reiche
Johann Gottfried Reiche (Weißenfels, 5 februari 1667 – Leipzig, 6 oktober 1734) was een Duits trompettist, muziekpedagoog en componist.

## Levensloop
Reiche werd in zijn geboortestad opgeleid als trompettist, vooral in het zogenoemde "clarinblasen". In 1688 werd hij te Leipzig als gezel opgenomen in de "Leipziger Stadtpfeiferei". In 1706 werd hij tot "Stadtpfeifer" benoemd en in 1719 tot "Senior Stadtmusicus". 
Reiche was bevriend met Johann Sebastian Bach, die sinds 1723 in Leipzig woonde. Uit dagbladberichten, beschrijvingen van tijdgenoten en ook uit de te Leipzig geschreven werken van Bach kan duidelijk afgeleid worden, dat Reiche een begaafd trompettist moet zijn geweest. Bachs trompetpartijen stellen meestal (voor die tijd) zeer hoge eisen aan de uitvoerenden en de mogelijkheden van het instrument. Aangenomen wordt dat Bach de tussen 1723 en 1734 ontstane werken slechts kon laten uitvoeren, omdat hij met Reiche een superieure musicus voor de trompetpartijen had. 
Op 5 oktober 1734, een dag voor zijn overlijden, werkte Reiche in Leipzig mee aan een feestelijke serenade. Daarbij werd in aanwezigheid van de keurvorst de Bachcantate Preise dein Glücke, gesegnetes Sachsen (BWV 215) uitgevoerd. 
Als componist schreef Reich talrijke Turmmusiken, 24 Quatricinia (1696) en 122 verloren gegane Abblasen-Stücke, koralen die op gezette tijden op de stadstorens werden geblazen. Zijn werken worden als het hoogtepunt van de "Stadtpfeiferkunst" beschouwd.

## Schilderij

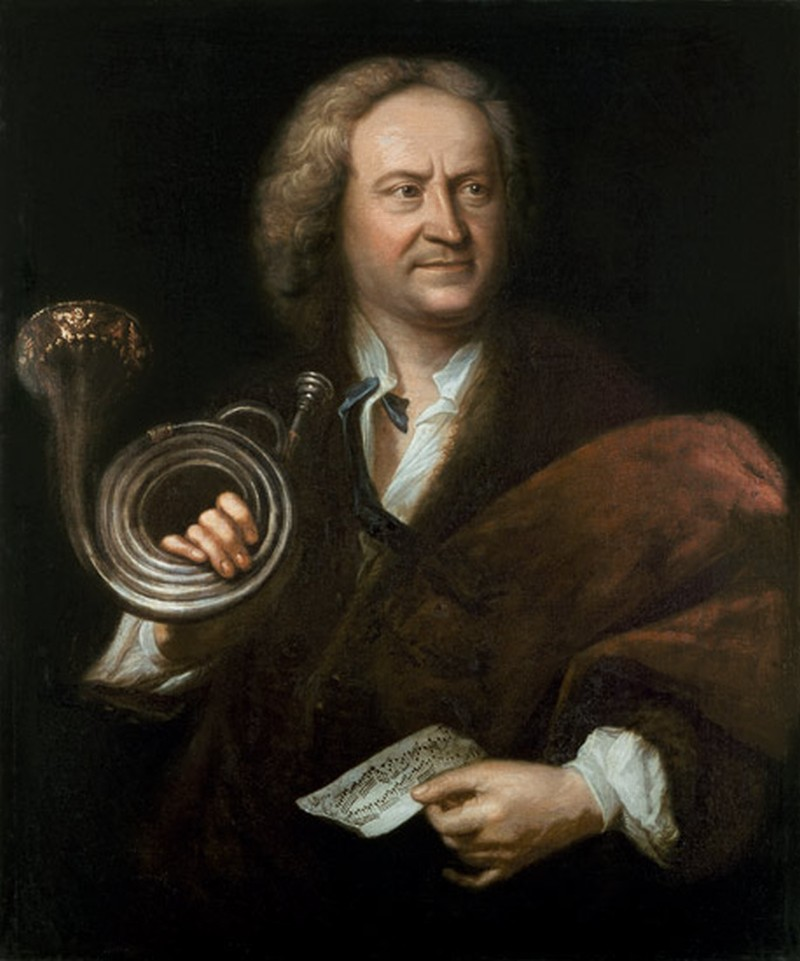
Johann Gottfried Reiche geportretteerd door Elias Gottlieb Haussmann (1695-1774).

Er is discussie over het instrument dat Reiche op het schilderij van Elias Gottlieb Haussmann in zijn handen draagt. Dit rondgebogen instrument lijkt op een hoorn, maar is een "gewonden" tromba da caccia (jachttrompet). Het muziekstuk dat Reiche in zijn hand houdt, zou een van zijn eigen composities kunnen zijn. Het zou ook een fanfare van Johann Sebastian Bach kunnen zijn, die hij voor Reiches 60e verjaardag gecomponeerd had. Voor geen van beide veronderstellingen bestaan bronnen.